# Dead Man's Bones
Dead Man's Bones est un groupe de musique américain fondé par Ryan Gosling et Zach Shields. Leur premier album est sorti en octobre 2009 sous le label ANTI Records. Le nom du groupe ainsi que les titres de l'album contiennent de nombreuses références macabres (morts-vivants et zombies notamment), ce qui est dû à la passion commune des deux membres du groupe pour l'univers de Tim Burton et d'Halloween. L'album a également la particularité d'avoir été intégralement enregistré par Gosling et Shields, qui ne souhaitaient pas faire appel à des musiciens professionnels. Ils ont donc joué de tous les instruments présents sur l'album, parfois pour la première fois de leur vie,.
Le magazine Les Inrockuptibles classe leur album Dead Man’s Bones parmi les 15 meilleurs de 2009.

## Utilisation
La chanson Lose your soul a été utilisée dans la série télévisée Teen Wolf en 2011 ainsi que comme musique de générique du film La Bataille de Solférino en 2013.
La chanson In The Room Where You Sleep a été utilisée dans le film Conjuring : Les Dossiers Warren en 2013.